# 旧南干渠北石滩墓群
旧南干渠北石滩墓群，位于中国甘肃省酒泉市肃州区，为一个省级文物保护单位，类型为古墓葬。
旧南干渠北石滩墓群的历史年代为魏、晋。